# Walton and Weybridge
Koordinaten: 51° 23′ N, 0° 25′ W
Walton and Weybridge war ein von 1933 bis 1974 bestehender Verwaltungsbezirk (Urban District) innerhalb der südenglischen Grafschaft Surrey. Gebildet wurde der Bezirk aus den Gemeinden Walton-on-Thames und Weybridge. Diese Orte befinden sich im Südwesten des Ballungsgebiets von London am Londoner Autobahnring M25. Im Zuge der Verwaltungsreform von 1974 wurde der Bezirk aufgelöst und Walton and Weybridge mit der Gemeinde Esher zum neuen Bezirk von Elmbridge vereinigt. Heute leben im Gebiet des alten Urban Districts rund 54.000 Einwohner.

## Söhne und Töchter des Bezirks
- Julie Andrews
- Nick Lowe

andere Persönlichkeiten
- John Frederick Lewis, (britischer Zeichner und Maler) lebte und arbeitete in Walton-on-Thames bis zu seinem Tode 1876.